# Eliane Rodrigues
Eliane Rodrigues (Rio de Janeiro, 7 de outubro de 1959) é uma pianista brasileira baseada na Bélgica.
Estudou com Arnaldo Estrella, Herbert Slegers, Alexander Dmitriev, Edward Serov, Dmitri Liss e Juozas Domarkas (prática). Teve ainda orientação de sua mãe, Gloria Rodrigues da Silva, que era primeira bailarina do Teatro Municipal do Rio de Janeiro. Aos seis anos realizou sua primeira aparição em televisão como pianista da Orquestra Sinfonica Nacional. Em 1977, ganhou o prêmio especial do juri na competição de piano internacional Van Cliburn, nos EUA. Em 1983, atingiu reconhecimento internacional ao ser laureada da Competição Rainha Elisabeth, na Bélgica. Nos anos seguintes, apresentou-se no Amsterdam Concertgebouw, no Leipzig Gewandhaus, em Paris e Hamburgo e em outras grandes salas de concerto. Em 1985, ela se apresentou no Carnegie Hall em Nova York e no Mozarteum em  Salzburgo, Munique e Marselha.
Em 2009, apresentou-se no Rio de Janeiro após 28 anos de hiato, na Sala Cecília Meireles, com um repertório de Bach, Schubert, Beethoven e Chopin.
É também compositora, em particular de um concerto para piano e orquestra chamado Rio de Janeiro, de quase uma hora, que teve sua estreia mundial em 9 de agosto de 2000.
Atualmente, Eliane Rodrigues é professora de piano no Conservatório Real de Antuérpia.

## Vida pessoal
Eliane é mãe de três filhos.